# Gegants d'Olot
Els Gegants d'Olot són una parella de figures processionals que representen la vila d'Olot.

## Història
Els gegants actuals d'Olot daten del final del segle xix segle XIX. El Gegant és obra de Miquel Blay, el qual en feu un esbós en fang el 1888, abans de marxar a estudiar a París, i la Gegantessa, de Celestí Devesa, que la feu entre el final de 1888 i el començament de 1889. Ambdós eren alumnes de Josep Berga i Boix, que fou professor i director de l'Escola de Dibuix d'Olot i fundador, el 1880, juntament amb Joaquim Vayreda i Valentí Carrera, del taller d'imatgeria religiosa El Arte Cristiano, on els Gegants foren modelats i vestits sota la direcció tècnica de Berga.
Els resultats no van poder ser més positius. Olot ja no podia —o millor dit, no volia— tenir cap més gegant. I la prova és que l'any 1980 se'n van construir uns de nous que són una còpia exacta dels anteriors, però menys pesants. El Gegant, de més de 90 kg passà a fer-ne 77 i la Gegantessa, de més de 85 kg a 67.
La tradició oral ha recollit que Miquel Blay, per fer la testa del Gegant, s'inspirà en un mosso de can Sureda, una pastisseria al començament del carrer de Sant Esteve, i Celestí Devesa, en una estanquera del carrer de Sant Rafel. Els originals en guix i fang del Gegant es conserven al Museu de la Garrotxa. Els Gegants es van estrenar pel Corpus de 1889.
Els gegants només han sofert una transformació important. Iu Pascual, director de l'Escola Menor de Belles Arts, l'any 1915, va canviar el pentinat de la gegantessa, canvi que comportà una certa polèmica. Fins aleshores, la gegantessa duia un lligat de cabells que li donava un cert aire de matrona romana i un vel; amb el canvi, se li suprimí el lligat de cabells i se li canvià el ventall que duia a la mà dreta per un ram de flors. La resta de canvis solament han afectat a la seva indumentària. El mateix Iu Pascual va dissenyar els vestits que també van estrenar el 1915 i que van confeccionar a la casa Malatesta de Barcelona. El 1925, aquesta mateixa casa els en feu uns altres nous. El 1948, l'artista olotí Lluís Carbonell va dissenyar els més ben encertats. El 1983, la casa Llorens de Barcelona va confeccionar uns vestits que no acabaren d'agradar, ja que s'apartaven dels que havien portat fins aquell moment, i a l'any següent, després de fer-los uns quants retocs i de canviar algunes peces, aconseguiren assemblar-se als originals de Carbonell. Actualment (des de l'any 2004) porten els mateixos que va dissenyar Lluís Carbonell. L'any 2014, coincidint amb el 125è aniversari dels Gegants, es varen desmuntar i restaurar a fons, es van reforçar les estructures metàl·liques i els vestits es varen col·locar exactament com els havia ideat Lluís Carbonell l'any 1948.

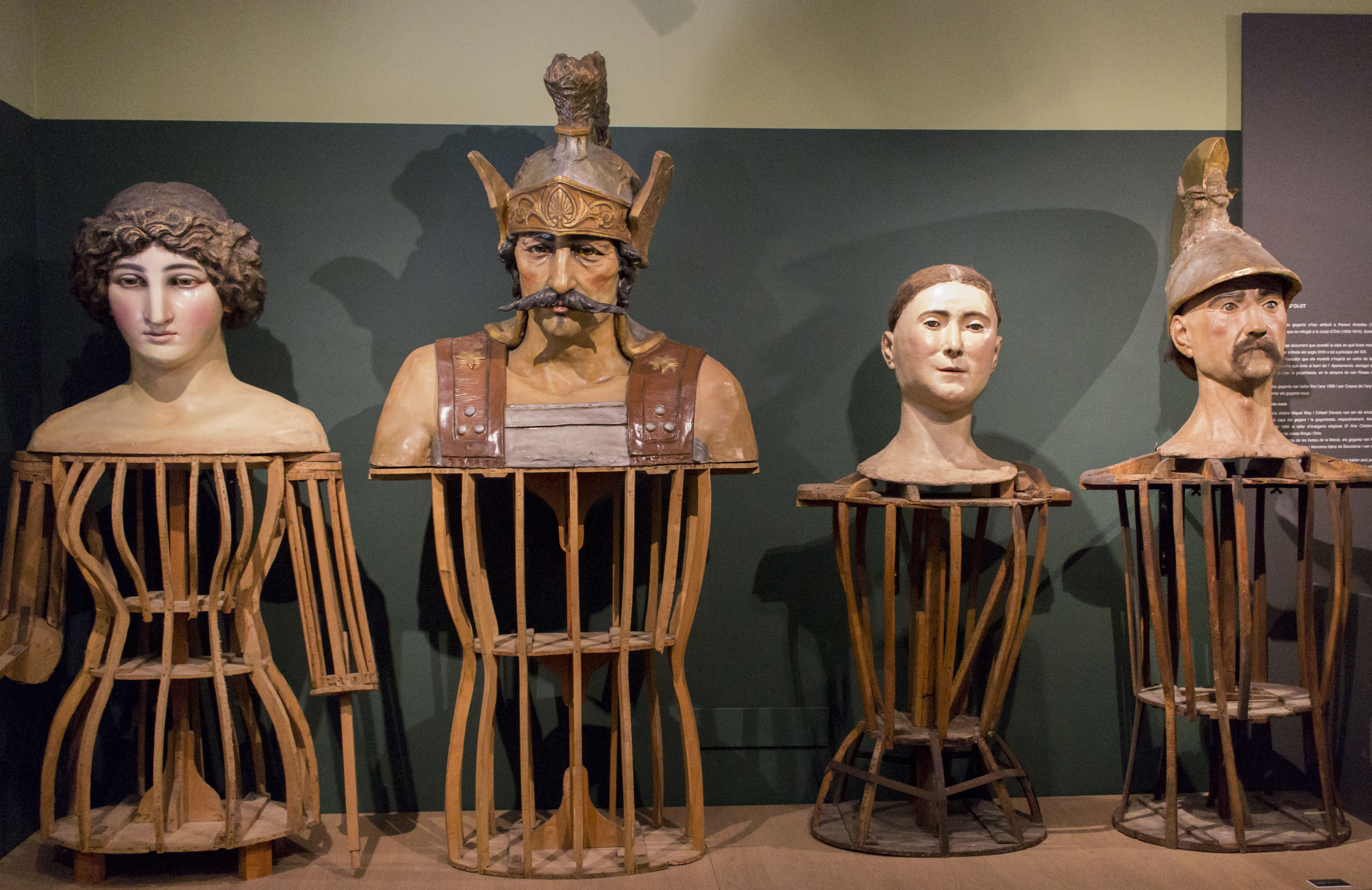
Els Gegants d'Olot

L'any 1980 es van fer unes còpies dels gegants originals per alleugerir-ne el pes. Els treballs de reproducció dels caps es van dur a terme al taller d'imatgeria olotí El Arte Cristiano seguint el procés d'emmotllatge amb pasta encolada o pasta fusta, el material utilitzat per a la fabricació d'imatges religioses. També es van construir unes noves estructures internes, que van substituir les de fusta per unes de més lleugeres, fetes amb alumini.
Els caps originals que van ballar fins a 1980, i també les seves estructures internes fetes en fusta es poden veure al Museu dels Sants d'Olot, on s'exposen al costat dels Gegants Vells d'Olot, atribuïts a l'escultor Ramon Amadeu i que daten de principis del segle xix.

## El ball de gegants
Sempre s'ha dit que el ball dels Gegants va ser compost pel dominic Miquel Sisè, que sembla que fou mestre de capella de l'església parroquial de Sant Esteve d'Olot. Ve a ser una mena de valset popular amb una melodia que es va repetint. El ball té dues coreografies: en la primera els gegants ballen un a cada costat de la Plaça Major i recorren els quatre cantons fins que es troben al mig; en la segona, ballen plegats a cada costat de la plaça durant una curta estona; el Gegant marxa i la Gegantessa el va a buscar. En la dècada de 1980 els geganters hi van introduir petites variacions que les han fetes més espectaculars: en algunes parts del ball les figures s'encaren i gairebé es toquen. També a meitat d'aquella dècada, s'hi va afegir un segon ball, imitant així els nans i cavallets, que executen dues danses diferents amb la mateixa melodia. S'ha conservat una lletra popular que diu:
| « | Per les Festes del Tura cada any pluja segura, per les Festes d'Olot cada any pluja pertot. Si no plou poc o molt al Firal no s'hi pot anar, si no plou poc o molt no s'hi pot anar de pols. | » |

Hi ha una altra versió de la lletra de la música dels gegants d'Olot. La lletra (primeres estrofes), diu:
| « | Per les Festes del Tura cada any una criatura; per les festes d'Olot, cada any un ninot. | » |

Els Gegants d'Olot van sempre acompanyats per un flabiolaire, recuperat el 1983, i el Cap de Lligamosques.

## Importància dels gegants d'Olot
L'any 1984, el Ple de l'Ajuntament d'Olot va acordar de no deixar sortir els Gegants fora dels dies que els pertoca —la festivitat de Corpus i les Festes del Tura—, ni tampoc fora de la ciutat. Amb aquesta mesura es va voler protegir les figures i preservar el seu carisma. Només van sortir d'Olot el 1902 per participar en el Concurs de Gegants, Nans i Monstres típics de les Festes de la Mercè de Barcelona. Van guanyar la Medalla d'Or i el Diploma d'Honor. En el mateix concurs, el Cap de Lligamosques va ser distingit amb el Gran Diploma d'Honor.
L'any 2006 va ser aprovat pel ple municipal de l'Ajuntament d'Olot el Protocol de la Faràndula Olotina, un document que regula totes les sortides dels Gegants, Nans i Cavallets, així com les sortides extraordinàries.
Els gegants d'Olot no tenen nom. Deia Joan Amades que les poblacions que s'estimen els seus gegants no els posen nom. Olot és un exemple d'això.
L'any 1989 es va celebrar el seu centenari, i es van fer diferents actes, com ara una trobada a Olot de diferents gegants construïts a Olot, o una cercavila fins al passeig d'en Blay i al passeig del Bisbe Guillamet, amb una gran concentració de canalla de tota la ciutat, i es partí del pastís del centenari. D'aquella celebració en sortí la fotografia que va ser reproduïda en un cartell turístic de la Generalitat de Catalunya. També s'edità una postal, amb els gegants posats al mig del passeig d'en Blay, davant la façana modernista de la casa Solà-Morales.
L'any 2014 els gegants d'Olot van celebrar el seu 125è aniversari. El cap de setmana del 31 de maig i 1 de juny va ser seu de la Vila Gegantera Gironina, per celebrar l'efemèride.